# Hòn đá triết gia

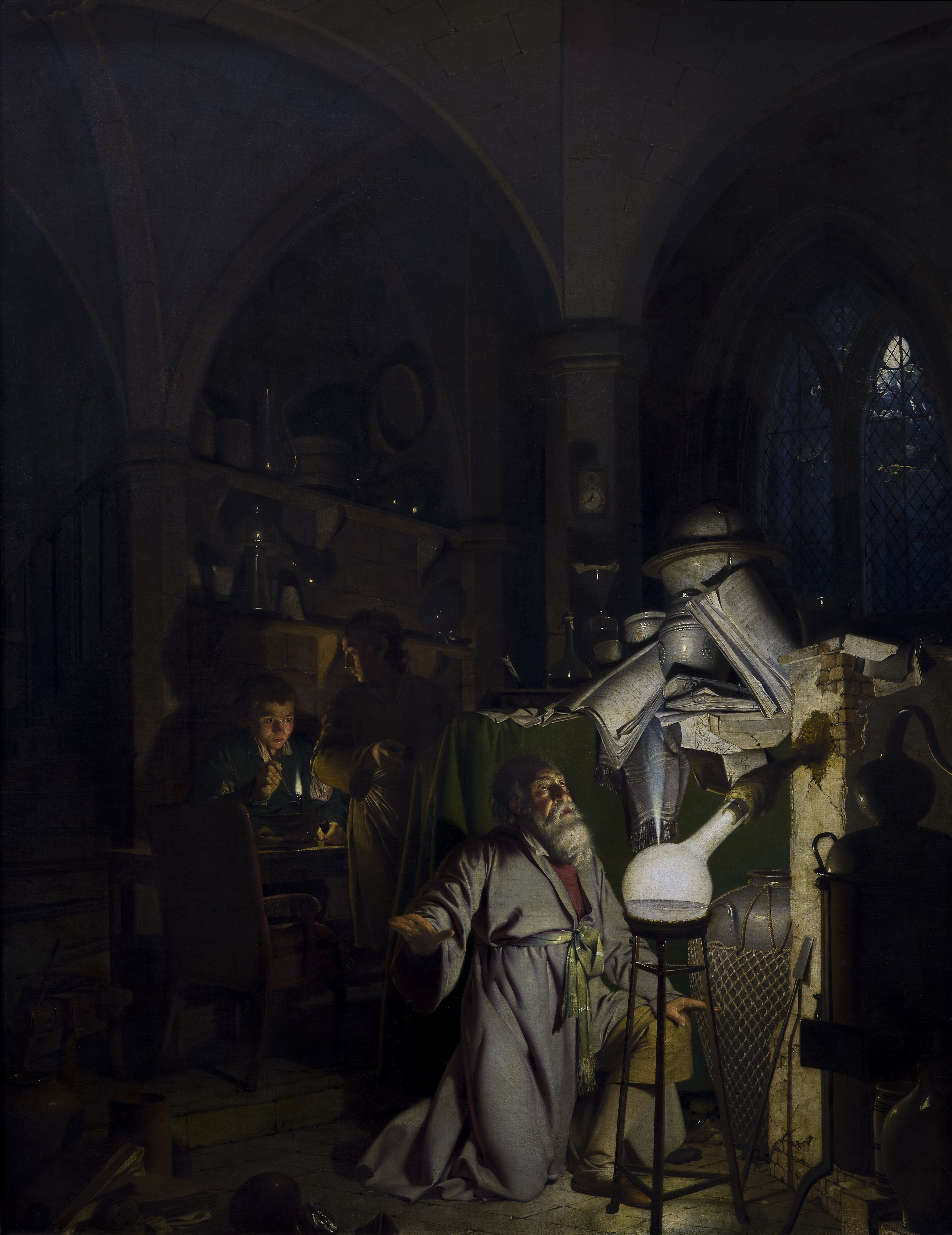
The Alchymist, in Search of the Philosopher's Stone của Joseph Wright của Derby, 1771.

Hòn đá triết gia, hay còn được gọi là đá giả kim, hòn đá giả kim hoặc hòn đá của các nhà giả kim  (tiếng Latinh: lapis philosophorum), là một chất giả kim và chất xúc tác huyền thoại có khả năng biến những kim loại thường như thủy ngân thành vàng hoặc bạc. Nó tồn tại dưới nhiều hình dạng khác nhau. Nó cũng có thể kéo dài tuổi thọ của một người và còn được gọi là thuốc trường sinh bất tử; trong nhiều thế kỉ, nó là thứ được tìm kiếm nhiều nhất trong giả kim thuật. Đá giả kim là biểu tượng trung tâm trong thuật ngữ huyền bí thuật giả kim, tượng trưng cho sự hoàn hảo tối thượng, giác ngộ và chân phúc của trời. Một số ghi chép cho biết nó có màu đỏ tươi. Những nỗ lực khám phá ra đá giả kim được biết đến là magnum opus (Tác phẩm vĩ đại).